# Публий Корнелий Лентул Спинтер
Вижте пояснителната страница за други личности с името Публий Корнелий Лентул.
Публий Корнелий Лентул Спинтер (на латински: Publius Cornelius Lentulus Spinther) е политик на късната Римска република през 1 век пр.н.е. и е от главните поддръжници на партията на Помпей. Произлиза от клон Лентул на фамилията Корнелии.
През 63 пр.н.е. е едил и поддържа Цицерон в потушаването на заговора на Катилина. От 60 пр.н.е. е претор и с помощта на Юлий Цезар през 59 пр.н.е. става управител на провинция Цизалпийска Галия. През 57 пр.н.е. е избран за консул заедно с Квинт Цецилий Метел Непот. Играе важна роля за връщането на Цицерон от изгнание.
От 56 до 53 пр.н.е. Лентул е управител на Киликия и Кипър. Сенатът му дава задача да даде на Птолемей XII обратно египетския трон. В гражданската война 49 пр.н.е. е на страната на Помпей. След загубената битка против Цезар при Фарсала Лентул бяга на Родос.
Лентул Спинтер е женен за Цецилия Метела Целер, дъщеря на Квинт Цецилий Метел Целер. Неговият син Публий Корнелий Лентул Спинтер е политик.